# Moros intrepidus
Moros intrepidus (Zanno, 2019) è una specie estinta di dinosauro teropode tirannosauroide, vissuta durante il Cretaceo superiore, nell'attuale Utah. Unica specie nota del genere Moros, rappresenta il più antico fossile tirannosauroide del Cretaceo in Nord America, con un margine di errore di circa 15 milioni di anni.

## Descrizione
Moros intrepidus era un tirannosauroide dal corpo piccolo e cursoriale con un peso stimato di circa 78 kg (172 lb). Le ossa del piede di Moros intrepidus erano estremamente sottili, con proporzioni metatarsali che sembravano essere più simili agli ornitomimidi che agli altri tirannosauroidi del tardo Cretaceo.

## Classificazione
In un articolo del 2019, Zanno e i suoi colleghi considerano i fossili di Moros intrepidus appartenenti al sottogruppo dei pantyrannosauridi, accostandoli a tirannosauroidi come Xiongguanlong e Timurlengia. Questa affinità filogenetica con i tirannosauroidi asiatici suggerisce che Moros intrepidus faceva parte di uno scambio transcontinentale tra i biotas dell'Asia e del Nord America durante la metà del Cretaceo già ben documentato in altri taxa.

## Storia della scoperta

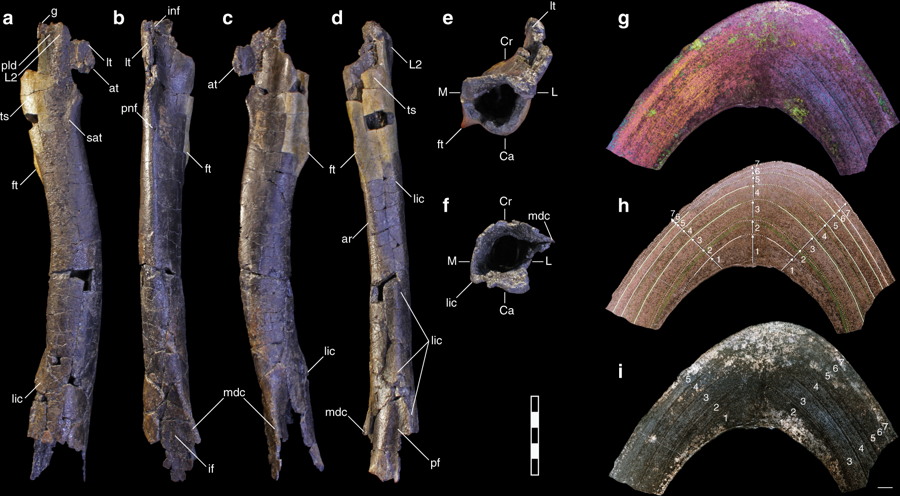
Femore destro.

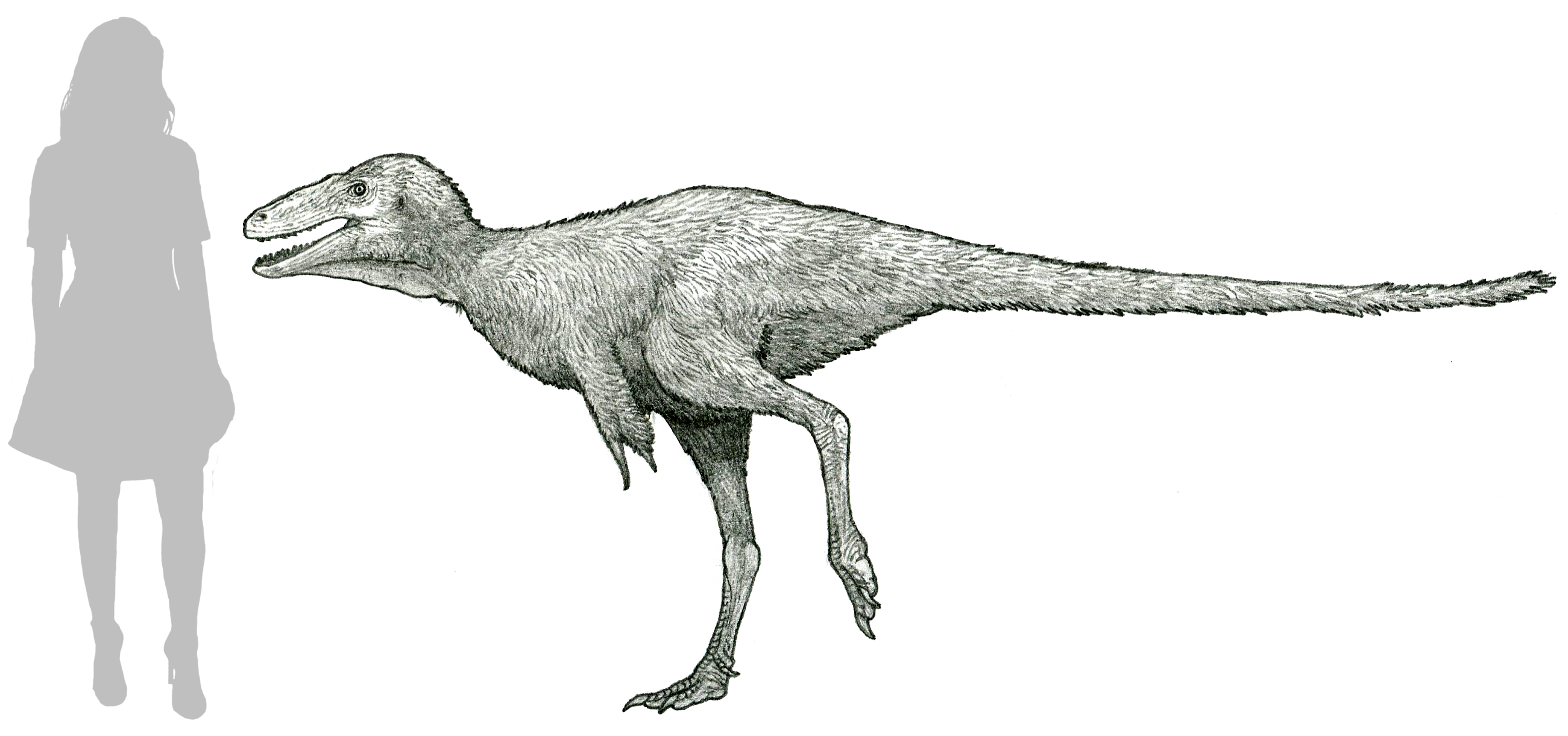
Ricostruzione del fossile.

I fossili di Moros intrepidus sono stati rinvenuti allo Stormy Theropod nella Contea di Emery, Utah, nel 2013 dalla paleontologa Lindsay Zanno, descritti come nuova specie nel febbraio 2019.
Nel 2019, il genere Moros intrepidus è stato nominato e descritto da Zanno con Ryan T. Tucker, Aurore Canoville, Haviv M. Avrahami, Terry A. Gates e Peter J. Makovicky, che lo hanno così battezzato a partire dal greco Moros, ossia la personificazione del destino avverso ed inevitabile, e intrepidus ("intrepido"), che invece si riferisce alla dispersione ipotizzata dei tirannosauroidi in tutto il Nord America.
L'olotipo NCSM 33392 è stato trovato nel Mussentuchit Member della Cedar Mountain, risalente al Cenomaniano e avente un'età massima di 96,4 milioni di anni; esso è costituito da un arto posteriore destro, un femore, uno stinco, il secondo e il quarto metatarso e la terza e quarta falange del quarto dito, e, inoltre, i LAGs indicano che rappresenta un individuo subadulto di sei o sette anni, prossimo alla sua dimensione massima e che due denti premascellari sono stati riferiti alla specie, denominati NCSM 33393 e NCSM 33276.

## Nella cultura di massa
Sebbene la sua scoperta sia relativamente recente, il Moros intrepidus è diventato in pochi anni uno dei dinosauri di piccola stazza meglio conosciuti tra gli appassionati, grazie al film della saga di Jurassic Park, Jurassic World - Il dominio (2022); il Moros intrepidus era precedentemente apparso nel prologo uscito nel 2021 nelle sale insieme a Fast & Furious 9 - The Fast Saga (2021), per invogliare la gente a ritornare al cinema dopo la pandemia COVID-19. Il Moros di Jurassic World ha tuttavia alcuni tratti anatomici scorretti: l'animale vero era grande quanto un essere umano, rispetto alla sua controparte cinematografica. Il Moros è presente in un DLC a pagamento di Jurassic World Evolution 2, intitolato Dominion Malta Expansion uscito l'8 dicembre 2022.